# Sven Botman
Sven Botman (* 12. ledna 2000 Badhoevedorp) je nizozemský profesionální fotbalista, který hraje na pozici středního obránce za anglický klub Newcastle United FC a za nizozemský národní tým do 21 let.

## Klubová kariéra

### Ajax
Botman je odchovancem amsterdamského Ajaxu, do jehož akademie nastoupil ve věku 9 let. V A-týmu debutoval 23. června 2018, a to v přátelském zápase proti VVSB.
Dne 27. července 2019 odešel na roční hostování do SC Heerenveen, ve kterém měl získat zkušenosti, aby mohl nastupovat pravidelně za Ajax. V sezóně nastoupil k 26 zápasů, ve kterých si připsal dvě vstřelené branky. Svými výkony zapůsobil na vedení francouzského klubu Lille OSC, který jej hned po ukončení hostování v Heerenveenu z Ajaxu vykoupil.

### Lille
Dne 31. července 2020 Botman přestoupil do francouzského prvoligového Lille, a to za částku okolo 8 milionů euro. Botman v klubu podepsal pětiletý kontrakt. Ve francouzské nejvyšší soutěži debutoval hned v prvním kole, a to když odehrál celé utkání proti Stade Rennais. V průběhu celé sezóny vynechal jediný ligový zápas a měl velký podíl na překvapivém triumfu Lille v Ligue 1, když sezónu zakončili s náskokem 1 bodu na druhé Paris Saint-Germain. V létě 2021 se o jeho služby údajně zajímaly špičkové evropské velkokluby, a to například Manchester United či Liverpool. Nicméně úřadující francouzský mistr nabídky odmítl.
Svůj první gól v dresu Lille vstřelil v prvním ligovém kole sezóny 2021/22, a to při remíze 3:3 proti FC Metz. V říjnu si poranil tříslo a byl mimo hru měsíc a půl. Svůj první zápas po návratu ze zranění odehrál 1. prosince proti Stade Rennais. Po polovině sezóny 2021/22 se Botman stal opět předmětem přestupových spekulací. Mezi zájemci o nizozemského stopera měl být italský AC Milán či anglický Newcastle United. Francouzský klub však odmítl pustit Botmana i v lednovém přestupovém období.
Sezónu 2021/22 zakončilo Lille až na 10. příčce. Botman odehrál 25 ligových utkání, ve kterých vstřelil 3 branky.

### Newcastle United
V létě 2022 přestoupil Botman do anglického Newcastlu United za částku okolo 37 milionů euro. Nizozemský obránce podepsal smlouvu do roku 2027.

## Reprezentační kariéra
Botman byl poprvé povolán do nizozemské reprezentace v listopadu 2020 na zápasy Ligy národů proti Bosně a Polsku, a to jako náhrada za zraněného Nathana Akého.

## Statistiky

### Klubové
K 22. lednu 2022
| Klub                  | Sezóna  | Liga       | Liga   | Liga | Pohár  | Pohár | Evropské poháry | Evropské poháry | Ostatní | Ostatní | Celkem | Celkem |
| Klub                  | Sezóna  | Liga       | Zápasy | Góly | Zápasy | Góly  | Zápasy          | Góly            | Zápasy  | Góly    | Zápasy | Góly   |
| --------------------- | ------- | ---------- | ------ | ---- | ------ | ----- | --------------- | --------------- | ------- | ------- | ------ | ------ |
| Ajax                  | 2018/19 | Eredivisie | 0      | 0    | 0      | 0     | 0               | 0               | —       | —       | 0      | 0      |
| SC Heerenveen (host.) | 2019/20 | Eredivisie | 26     | 2    | 4      | 0     | —               | —               | —       | —       | 30     | 2      |
| Lille                 | 2020/21 | Ligue 1    | 37     | 0    | 2      | 0     | 8               | 0               | —       | —       | 47     | 0      |
| Lille                 | 2021/22 | Ligue 1    | 15     | 2    | 1      | 0     | 3               | 0               | 1       | 0       | 20     | 2      |
| Lille                 | Celkem  | Celkem     | 52     | 2    | 3      | 0     | 11              | 0               | 1       | 0       | 67     | 2      |
| Celkem                | Celkem  | Celkem     | 78     | 4    | 7      | 0     | 11              | 0               | 1       | 0       | 97     | 4      |

## Ocenění

### Klubová

#### Lille
- Ligue 1: 2020/21
- Trophée des champions: 2021[16]